# Shamata Anchan
Shamata Anchan est une actrice de télévision et mannequin indienne. Elle est connue pour son rôle dans Bin Kuch Kahe.

## Biographie
Anchan est issue d'une famille de langue toulou originaire de Mangalore, Karnataka.

## Carrière
Elle est la gagnante du concours Pantaloons Femina Miss India South 2012. Elle est également l'une des finalistes de Pantaloons Femina Miss India 2012.
Shamata fait une longue apparition dans le film hollywoodien Heartbeats.

## Crédits d'acteur
- 2014 : Everest : Anjali Singh Rawat
- 2017 : Bin Kuch Kahe : Myra Kohli

### Films
- 2020 : Darbar